# Kållandsö
Kållandsö – wyspa na jeziorze Wener w Szwecji, w regionie Västra Götaland. Jest drugą pod względem wielkości wyspą tego jeziora po Torsö. Jest to najbardziej na północ wysunięta część gminy Lidköping. Kållandsö i otaczający ją archipelag ma około 1100 mieszkańców.

## Geografia
Wyspa ma powierzchnię 56,52 km² i obwód 125 km. Zamieszkuje ją 929 osób. Ze stałym lądem połączona jest mostem na drodze lokalnej.

## Przyroda
Kållandsö jest klasyfikowana przez Szwedzką Agencję Ochrony Środowiska jako wartościowa przyrodniczo o znaczeniu krajowym. Cenny jest krajobraz upraw, naturalne pastwiska i krajobraz archipelagu ze specyficzną florą i fauną. Około 300 metrów od zamku Läckö znajduje się ogród naturalny Vänerskärgården. Pawilon Victoriahuset w obrębie tego założenia jest punktem wyjściowym do zwiedzania tego obszaru.

## Turystyka
Ze względu na położenie i atrakcje, takie jak średniowieczny zamek Läckö, czy kościół w Otterstad, wyspa jest popularnym miejscem turystycznym.